# 長谷川寧
長谷川寧（はせがわ ねい）は、日本の俳優、演出家、振付家、劇作家。ユニット「冨士山アネット」主宰。
2003年、冨士山アネットを立ち上げる。自らの公演の他、イベントやファッションショーの構成・演出、パフォーマンスやダンス公演等にも出演する。
1980年前後生まれのアーティストによる集団群々（ムレ）メンバー。

## 出演作品

### 舞台
- 「サウス オブ ヘブン」 脚本・演出・映像 奥秀太郎  主演・振付 黒田育世(BATIK)(2011年)
- 野田地図（NODA MAP）「ザ・キャラクター」(2010年)
- BUNKAMURA二十周年記念企画「東京月光魔曲」作・演出 ケラリーノ・サンドロヴィッチ（2009年）
- FUKAIPRODUCE羽衣 野外パフォーマンス「果物夜曲」（2009年）
- 野田地図（NODA MAP）「パイパー」（2009年）
- 日比野克彦アートプロジェクト「But-a-I」（2008年）
- 群々「あたらしい世界-リサーチ公演」（2008年）
- 快快「CYottoDakeYOn〜」（2008年）
- パパ・タラフマラ「新・シンデレラ」（2008年）
- じゅんじゅん&たかぎまゆプレゼンツ「ヤング軒」（2007年）
- ミクニヤナイハラプロジェクト「青ノ鳥」（2007年）
- SPAC春の芸術祭「マクベス」（2007年）

### テレビドラマ
- アラサーちゃん 無修正 第3話（2014年8月9日、テレビ東京） - 脱ヲタくん 役

## 脚本・演出・振付等 担当作品

### 舞台
- 猿女-Salome（2003年・作・演出・出演）
- VER◎NICA（2004年・作・演出・出演）
- A/F（2004年・作・演出・出演）
- 火星の生活（2005年・作・演出・出演）
- PiNQ（2005年・作・演出・出演）
- 怪物（2006年・演出）
- Romeo.（2006年・演出・出演）
- How To Make Juliette.（2006年・企画・演出・構成・出演）
- DiSTANCE（2007年・演出・構成）
- 在処/sugar（2007年・作・演出・出演）
- 太陽［THE SUN］(2008年・作・演出・振付・美術・出演）
- 行方知れず（2008年・演出・振付・出演）
- Romeo.（リメイクver.）（2009年・作・演出・振付・出演）
- 日本語を読む その2〜ドラマ・リーディング形式による上演 「ふたりの女」（2009年・演出）
- SWAN（2010年・作・演出・振付・出演）
- 家族の証明 [POF∴]（2010年・作・演出・振付・出演）
- 死刑執行中脱獄進行中（2015年・演出・構成・振付）[1]
- ピーター・パン（2023年・演出・振付）[2]
- ジョジョの奇妙な冒険 ファントムブラッド（2024年・演出）[3]

## 振付担当作品
- フジファブリック「夜明けのBEAT」(TV東京モテキ主題歌)（出演・森山未來）
- FUKAIPRODUCE羽衣「あの人たちのリサイタル」
- オフィス3○○実験公演 ユニットえりすぐりVol.2「笑うハチドリ」(作・石原燃　演出・渡辺えり)